# Замоскворецкое
Электродепо́ «Замоскворе́цкое» (ТЧ-7) — электродепо Московского метрополитена, обслуживающее Большую кольцевую линию с 7 декабря 2021 года и временно Троицкую линию с 7 сентября 2024 года. Введено в эксплуатацию 10 июля 1969 года при продлении Горьковско-Замоскворецкой линии на запад от «Автозаводской» до «Каховской». С момента открытия и по 2021 год обслуживало Замоскворецкую линию, с 1995 по 2019 год — ныне упразднённую Каховскую линию. В связи с включением станций бывшей Каховской линии в состав Большой кольцевой линии и последующей их реконструкцией, с 15 апреля по 11 декабря 2021 года депо было закрыто для строительства дополнительной соединительной ветви со стороны «Каховской». Ранее заезд в депо и оборот поездов осуществлялся только со стороны «Варшавской».

## Обслуживаемые линии
| Линия                                                                                | Период                                                        |
| ------------------------------------------------------------------------------------ | ------------------------------------------------------------- |
| Замоскворецкая (включая участок, который впоследствии был выделен в Каховскую линию) | 1969 — 2021                                                   |
| Каховская (как отдельная линия)                                                      | 1995 — 2019                                                   |
| Большая кольцевая                                                                    | 2021 — настоящее время (до 2023 — единственное депо на линии) |
| Троицкая                                                                             | 2024 — настоящее время (временно)                             |

## Подвижной состав

### Пассажирский подвижной состав
| Тип вагонов                        | Период                 | Вагонов в составе | Состояние                                                           |
| ---------------------------------- | ---------------------- | ----------------- | ------------------------------------------------------------------- |
| Г                                  | 1969—1983              | 4                 | списаны                                                             |
| Е                                  | 1970—1989              | 4                 | списаны                                                             |
| Ем-508, Ем-509, Еж, Еж1            | 1970—1989              | 7                 | списаны                                                             |
| Еж-3/Ем-508Т                       | 1977—1982              | 7                 | списаны                                                             |
| 81-717/714                         | 1979—2021              | 6                 | списаны                                                             |
| 81-717.5/714.5                     | 1988—2021              | 8                 | списаны                                                             |
| 81-717.5М/714.5М                   | 2017—2021              | 8                 | списаны                                                             |
| 81-720/721 «Яуза»                  | 2008—2019              | 6                 | списаны                                                             |
| 81-775/776/777 «Москва-2020»       | 2021 — настоящее время | 8                 | регулярная эксплуатация                                             |
| 81-775.2/776.2/777.2 «Москва-2024» | 2024 — настоящее время | 8                 | временно, из-за нехватки составов, до открытия электродепо Столбово |

## Фотогалерея
| - Общий вид - Подъездной путь с порталом тоннеля |